# Burg Heggelbach
Die Burg Heggelbach ist eine abgegangene Spornburg auf einem 660 m ü. NHN hohen Bergsporn bei Heggelbach, einem Ortsteil von Oberndorf in der Gemeinde Herdwangen-Schönach im Landkreis Sigmaringen in Baden-Württemberg.
Vermutlich befand sich die Burg an der Stelle der 1717 errichteten Kapelle St. Georg, wo sich die Burgkapelle der Niederadeligen Ritter von Heggelbach, 1169 erstmals urkundlich als Haggilinbach erwähnt, befand.
Die in einigen Urkunden erwähnten Herren von Heggelbach, die ursprünglich Ministeriale der Grafen von Heiligenberg waren, verließen 1300 ihre Stammburg und gingen nach Dauenberg.